# Leptopedetes idalimos
Leptopedetes idalimos är en insektsart som beskrevs av Otte, D. 2006. Leptopedetes idalimos ingår i släktet Leptopedetes och familjen syrsor. Inga underarter finns listade i Catalogue of Life.